# Марийский нефтеперерабатывающий завод
ООО «Марийский нефтеперерабатывающий завод» — предприятие нефтеперерабатывающего комплекса России, расположенное у магистрального нефтепровода Сургут-Полоцк, вблизи села Табашино, Оршанский район, Марий Эл, Приволжский федеральный округ.

## История
Марийский нефтеперегонный завод строился с декабря 1995 по апрель 1998. Первая очередь запущенного производства позволяла перерабатывать 500 тыс. тонн сырой нефти в год. С целью более глубокой переработки нефти в 2004—2005 годы была построена и введена в эксплуатацию вакуумная переработка мазута, в 2006 году — ещё одна установка атмосферной переработки нефти АТ-2, что обеспечило увеличение глубины переработки нефти до 70 %, рост объёмов производства и расширение ассортимента выпускаемой продукции увеличилась более чем в 2 раза.
В августе 2013 года глава Банка ВТБ Андрей Костин, выступая на форуме «Россия зовёт», обвинил владельцев Марийского НПЗ в выводе средств из предприятия и преднамеренном банкротстве. В начале 2014 года администрация предприятия обратилась в суд о признании завода банкротом. В июне 2014 года завод был запущен вновь, но уже под управлением группы компаний «Новый Поток». В 2015 году группа выкупила акции завода у ВТБ. Сумма сделки составила 11,9 млрд рублей. В 2015 году Марийский нефтеперегонный завод был переименован в Марийский нефтеперерабатывающий завод.
Из-за нехватки финансирования поставки нефти Марийскому НПЗ в течение 2019 года то прерывались, то возобновлялись. В сентябре 2019 года в отношении владельца компании «Новый Поток» Дмитрия Мазурова было возбуждено уголовное дело о хищении кредитных средств. В ноябре 2019 года Марийский нефтеперерабатывающий завод отошёл к структуре Долговой центр, связанной с Московским кредитным банком (МКБ).

## Производство
Основными направлениями деятельности являются нефтепереработка и реализация собственных нефтепродуктов. Предприятие способно перерабатывать более 1,2 млн тонн нефти в год. Завод производит 12 видов нефтепродуктов. Поставка продукции осуществляется в Нидерланды, Финляндию, Турцию, Литву, Латвию, Италию.